# Holger Jung (Werbeunternehmer)
Holger Jung (* 1. Dezember 1953 in Hamburg) ist ein deutscher Werber. Er ist Mitbegründer der Hamburger Werbeagentur Jung von Matt.

## Leben
Jung studierte sechs Semester Rechtswissenschaften in Hamburg und München. Politisch war er vorübergehend in der maoistischen KPD/ML aktiv. Nach seinem Studium stieg er 1977 bei Lintas ins Berufsleben ein. Dort begann er als Medienplaner und -berater, übernahm 1980 Aufgaben im Marketing von Unilever, wurde nach seinem Wechsel in die Werbung erst Account-Director (Lintas, 1982) und anschließend Account-Supervisor (Scholz & Friends, 1984). Zwischen 1987 und 1991 war er als Gesellschafter und Geschäftsführer für Springer & Jacoby in seiner Heimatstadt tätig. Zusammen mit Jean-Remy von Matt gründete er 1991 seine eigene Werbeagentur Jung von Matt.
2002 wurde Jung zusammen mit von Matt in die Hall of Fame der deutschen Werbung aufgenommen. Jung war von 2002 bis 2008 Präsident des Gesamtverband Kommunikationsagenturen (GWA) und ist seit 2003 Professor an der Hochschule Wismar.
2012 wurde Jung zum Honorarkonsul des Fürstentums Monaco ernannt. Seine Amtsbezirke sind Hamburg, Bremen, Niedersachsen und Schleswig-Holstein.

## Privates
Jung lebt mit seiner Familie in Hamburg. 

## Publikationen
- Werbespot. Hier die gute Idee, da die Hierarchie. Die Zeit vom 7. Mai 1998
- Holger Jung, Jean-Remy von Matt: Momentum – Die Kraft, die Werbung heute braucht. Lardon Verlag, 2004, ISBN 3-89769-031-4
- Holger Jung, Jean-Remy von Matt: Stimmen aus dem Aquarium. Kurzgeschichten. Verlag Hermann Schmidt Mainz, 2008, ISBN 978-3-87439-756-8